# 路面標示施工技能士
路面標示施工技能士（ろめんひょうじせこうぎのうし）とは、国家資格である技能検定制度の一種で、都道府県知事（問題作成等は中央職業能力開発協会、試験の実施等は都道府県職業能力開発協会）が実施する、路面標示施工に関する学科及び実技試験に合格した者をいう。
なお職業能力開発促進法により、路面標示施工技能士資格を持っていないものが路面標示施工技能士と称することは禁じられている。

## 区分
路面標示施工の中で 溶融ペイントハンドマーカー工事作業、加熱ペイントマシンマーカー工事作業に分かれる。

## 級別
路面標示施工の中で 溶融ペイントハンドマーカー工事作業、加熱ペイントマシンマーカー工事作業ともに単一等級のみである。

## 実技作業試験内容

### 路面標示施工(溶融ペイントハンドマーカー工事作業)
- 単一等級

1. 「進行方向」の路面標示に必要な作図作業を行う。
2. テストピース(塗膜厚測定板)の作製及び1で描いた作図への路面塗装作業を行う。

試験時間＝1時間15分

### 路面標示施工(加熱ペイントマシンマーカー工事作業)
- 単一等級

1. 車線境界線の基準となる線の作図作業を行う。
2. 路面塗装に先だって実施するキャリブレーション(静止)作業を行う。
3. 加熱ペイントマシンマーカー車のドライバー作業を行う。
4. 加熱ペイントマシンマーカー車のオペレーター作業を行う。

試験時間＝1時間36分